# Fenny River
Fenny River är ett vattendrag i Bangladesh, på gränsen till Indien. Det ligger i den sydöstra delen av landet, 150 km sydost om huvudstaden Dhaka.